# Christian Plattner (Bildhauer)

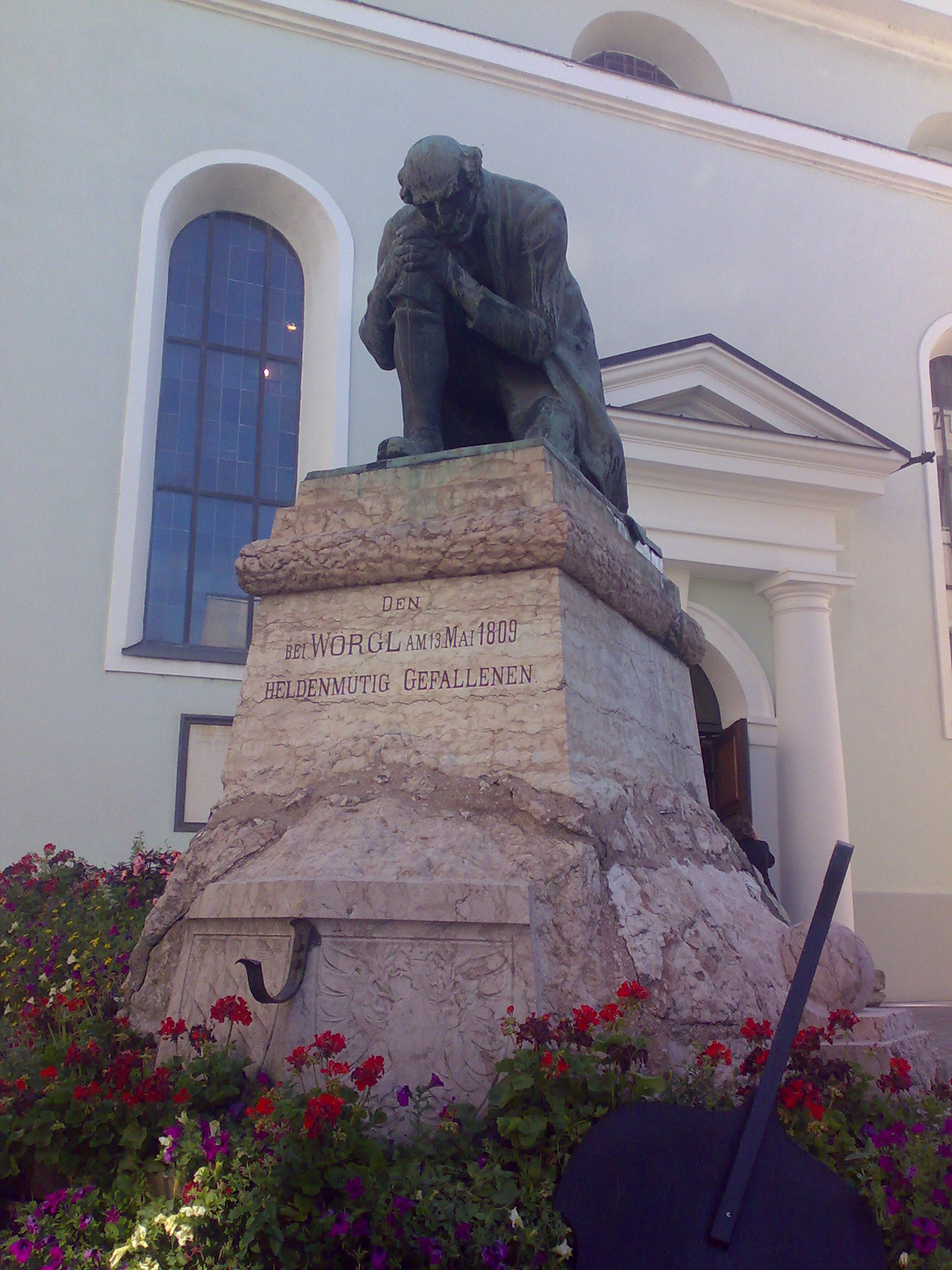
Denkmal für die Gefallenen von 1809, Wörgl (1909)

Christian Plattner (* 2. März 1869 in Imst; † 1. Jänner 1921 in Innsbruck) war ein österreichischer Bildhauer und Maler.

## Leben
Der aus einer Bäckerfamilie stammende Plattner erhielt seinen ersten Unterricht vom Imster Bildhauer Johann Grissemann. Von 1895 bis 1904 studierte er an der Akademie der bildenden Künste Wien bei Caspar von Zumbusch und Edmund von Hellmer. Danach lebte er in Innsbruck, wo er auch starb und auf dem Westfriedhof beigesetzt wurde.
In Wörgl wurde die Christian-Plattner-Straße nach ihm benannt.

## Werk
Christian Plattner war als Bildhauer ein vom Impressionismus Auguste Rodins beeinflusster Naturalist. Er behandelte patriotische Themen aus der Tiroler Geschichte, für die er zu Lebzeiten Anerkennung fand und auch zahlreiche Preise erhielt. 1907 erhielt er den 1. Preis des Landes Tirol für den Entwurf eines großen Speckbacher-Denkmals, der auch 1909 den 2. Preis bei der Ausstellung im Münchner Glaspalast gewann. Dass aber nur ein Teil davon, die Gruppe Anno Neun, ausgeführt werden konnte, enttäuschte Plattner sehr, so dass er sich in den späten Jahren der Malerei zuwandte (Ausstellung von Porträtskizzen und Pastellbildern in der Galerie Czichna in Innsbruck 1911 und 1919).
- Seilwerfer, Bronze, Imst (1900)

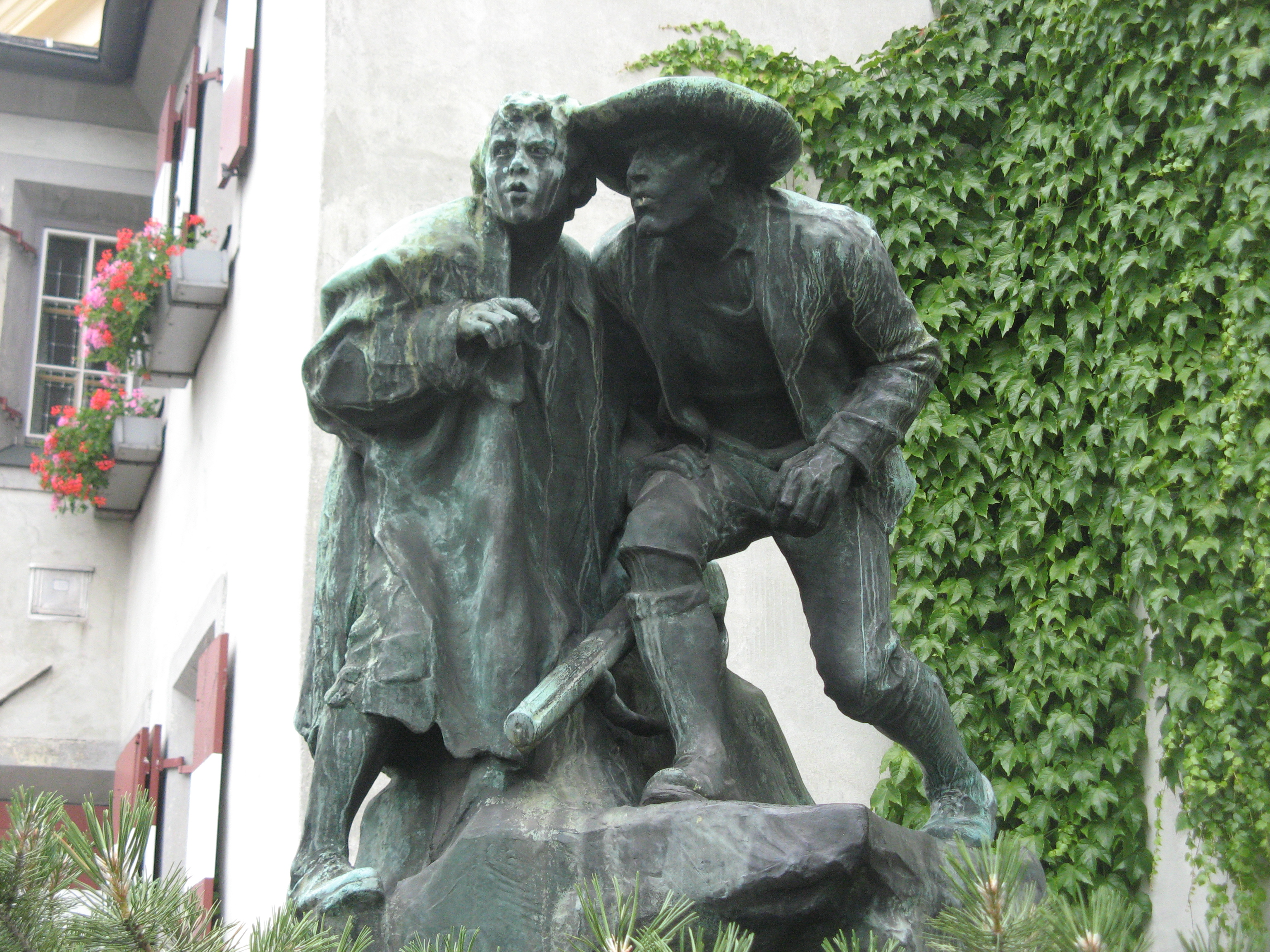
Christian Plattner: Anno neun. Innsbruck, Ottoburg

- Porträtbüste Franz Kranewitter (1907)
- Pietà, Priesterarkade des Imster Friedhofs (1907)
- Betender Bauer, Bronze, Wörgl (1909), unter Denkmalschutz
- Anno Neun, Bronze, Innsbruck vor der Ottoburg (1909), unter Denkmalschutz
- Porträtbüste Franz Waldner (1911)
- Grabmäler für den Innsbrucker Westfriedhof